# Oecobius
Genre
Synonymes
- Thalamia Hentz, 1850
- Omanus Thorell, 1869
- Ambika Lehtinen, 1967
- Maitreja Lehtinen, 1967
- Tarapaca Lehtinen, 1967

Oecobius est un genre d'araignées aranéomorphes de la famille des Oecobiidae.

## Distribution
Les espèces de ce genre se rencontrent sur tous les continents sauf aux pôles.

## Liste des espèces
Selon World Spider Catalog (version 26, 19/08/2025) :
- Oecobius achimota Shear & Benoit, 1974
- Oecobius aculeatus Wunderlich, 1987
- Oecobius affinis O. Pickard-Cambridge, 1872
- Oecobius agaetensis Wunderlich, 1992
- Oecobius albipunctatus O. Pickard-Cambridge, 1872
- Oecobius alhoutyae Wunderlich, 1995
- Oecobius amboseli Shear & Benoit, 1974
- Oecobius annulipes Lucas, 1846
- Oecobius armiachi Marusik & Zonstein, 2024
- Oecobius ashmolei Wunderlich, 1992
- Oecobius beatus Gertsch & Davis, 1937
- Oecobius bracae Shear, 1970
- Oecobius bumerang Wunderlich, 2011
- Oecobius caesaris Wunderlich, 1987
- Oecobius cambridgei Wunderlich, 1995
- Oecobius camposi Wunderlich, 1992
- Oecobius cellariorum (Dugès, 1836)
- Oecobius chassieri Lecigne & Moutaouakil, 2025
- Oecobius chiasma Barman, 1978
- Oecobius civitas Shear, 1970
- Oecobius concinnus Simon, 1893
- Oecobius culiacanensis Shear, 1970
- Oecobius culichi Alcántar-Valenzuela, Chamé-Vázquez & Jiménez, 2025
- Oecobius cumbrecita Wunderlich, 1987
- Oecobius dariusi Zamani & Marusik, 2023
- Oecobius depressus Wunderlich, 1987
- Oecobius dolosus Wunderlich, 1987
- Oecobius doryphorus Schmidt, 1977
- Oecobius duplex Wunderlich, 2011
- Oecobius eberhardi Santos & Gonzaga, 2008
- Oecobius erjosensis Wunderlich, 1992
- Oecobius fahimii Zamani & Marusik, 2018
- Oecobius fortaleza Wunderlich, 1992
- Oecobius fuerterotensis Wunderlich, 1992
- Oecobius furcula Wunderlich, 1992
- Oecobius gomerensis Wunderlich, 1980
- Oecobius hayensis Wunderlich, 1992
- Oecobius hidalgoensis Wunderlich, 1992
- Oecobius hierroensis Wunderlich, 1987
- Oecobius hoffmannae Jiménez & Llinas, 2005
- Oecobius idolator Shear & Benoit, 1974
- Oecobius iguestensis Wunderlich, 1992
- Oecobius ilamensis Zamani, Mirshamsi & Marusik, 2017
- Oecobius incertus Wunderlich, 1995
- Oecobius infierno Wunderlich, 1987
- Oecobius infringens Wunderlich, 2011
- Oecobius interpellator Shear, 1970
- Oecobius isolatoides Shear, 1970
- Oecobius isolatus Chamberlin, 1924
- Oecobius juangarcia Shear, 1970
- Oecobius kowalskii Magalhães & Santos, 2018
- Oecobius lampeli Wunderlich, 1987
- Oecobius latiscapus Wunderlich, 1992
- Oecobius linguiformis Wunderlich, 1995
- Oecobius longiscapus Wunderlich, 1992
- Oecobius machadoi Wunderlich, 1995
- Oecobius maculatus Simon, 1870
- Oecobius marathaus Tikader, 1962
- Oecobius maritimus Wunderlich, 1987
- Oecobius melanocephalus Zamani & Marusik, 2023
- Oecobius minor Kulczyński, 1909
- Oecobius nadiae (Spassky, 1936)
- Oecobius navus Blackwall, 1859
- Oecobius naxuanus Zamani & Marusik, 2023
- Oecobius palmensis Wunderlich, 1987
- Oecobius parapsammophilus Wunderlich, 2011
- Oecobius pasargadae Zamani & Marusik, 2023
- Oecobius pasteuri Berland & Millot, 1940
- Oecobius paulomaculatus Wunderlich, 1995
- Oecobius persimilis Wunderlich, 1987
- Oecobius petronius Simon, 1890
- Oecobius piaxtla Shear, 1970
- Oecobius pinoensis Wunderlich, 1992
- Oecobius przewalskyi Hu & Li, 1987
- Oecobius psammophilus Wunderlich, 2011
- Oecobius pseudodepressus Wunderlich, 1992
- Oecobius putus O. Pickard-Cambridge, 1876
- Oecobius rhodiensis Kritscher, 1966
- Oecobius rioensis Wunderlich, 1992
- Oecobius rivula Shear, 1970
- Oecobius rugosus Wunderlich, 1987
- Oecobius selvagensis Wunderlich, 1995
- Oecobius sheari Benoit, 1975
- Oecobius similis Kulczyński, 1909
- Oecobius simillimus Wunderlich, 2011
- Oecobius sinescapus Wunderlich, 2017
- Oecobius sombrero Wunderlich, 1987
- Oecobius sudcaliforniana Alcántar-Valenzuela, Chamé-Vázquez & Jiménez, 2025
- Oecobius tasarticoensis Wunderlich, 1992
- Oecobius teliger O. Pickard-Cambridge, 1872
- Oecobius templi O. Pickard-Cambridge, 1876
- Oecobius thar Tripathi, Sudhikumar & Sherwood, 2023
- Oecobius tibesti Shear & Benoit, 1974
- Oecobius trimaculatus O. Pickard-Cambridge, 1872
- Oecobius unicoloripes Wunderlich, 1992
- Oecobius yaqui Alcántar-Valenzuela, Chamé-Vázquez & Jiménez, 2025
- Oecobius yoreme Alcántar-Valenzuela, Chamé-Vázquez & Jiménez, 2025
- Oecobius zagros Zamani & Marusik, 2023

Selon World Spider Catalog (version 23.5, 2023) :
- † Oecobius piliformis Wunderlich, 1988

## Systématique et taxinomie
Ce genre a été décrit par Lucas en 1846.
Omanus a été placée en synonymie par Simon en 1892.
Thalamia, Ambika et Tarapaca ont été placés en synonymie par Shear en 1970.
Maitreja a été placé en synonymie par Shear et Benoit en 1974.

## Publication originale
- Lucas, 1846 : Histoire naturelle des animaux articulés. Exploration scientifique de l'Algérie pendant les années 1840, 1841, 1842 publiée par ordre du Gouvernement et avec le concours d'une commission académique. Paris, Sciences physiques, Zoologie, vol. 1, p. 89-271.